# Odontophora armata
Odontophora armata är en rundmaskart som först beskrevs av E. Ditlevsen 1918.  Odontophora armata ingår i släktet Odontophora och familjen Axonolaimidae. Arten är reproducerande i Sverige. Inga underarter finns listade i Catalogue of Life.